# Liste der Monuments historiques in Hans (Marne)
Die Liste der Monuments historiques in Hans führt die Monuments historiques in der französischen Gemeinde Hans auf.

## Liste der Immobilien
| Bezeichnung                 | Beschreibung           | Standort                        | Kennzeichnung | Schutzstatus | Datum | Bild           |
| --------------------------- | ---------------------- | ------------------------------- | ------------- | ------------ | ----- | -------------- |
| Kirche Notre-Dame-du-Soldat | ab dem 12. Jahrhundert | Rue Notre-Dame-du-Soldat (Lage) | PA00078716    | Classé       | 1943  | weitere Bilder |

## Liste der Objekte
| Bezeichnung                                                                      | Beschreibung | Standort                                  | Kennzeichnung | Schutzstatus | Datum | Bild |
| -------------------------------------------------------------------------------- | --- | ----------------------------------------- | ------------- | ------------ | ----- | ---- |
| Gemälde Maria Immaculata                                                         | Ölfarbe auf Leinwand, 1878; in der Mairie deponiert                                                               | in der Kirche Notre-Dame-du-Soldat (Lage) | PM51002294    | Inscrit      | 1975  |      |
| Taufbecken                                                                       | Marmor, 19. Jahrhundert                                                                                           | in der Kirche Notre-Dame-du-Soldat (Lage) | PM51000461    | Classé       | 1970  |      |
| Grabstein für die Herzen von Henri und Guillaume-Henri Duval, Comte de Dampierre | Marmor, bezeichnet 1669                                                                                           | in der Kirche Notre-Dame-du-Soldat (Lage) | PM51000459    | Classé       | 1911  |      |
| Gemälde Kreuzabnahme                                                             | Ölfarbe auf Leinwand, 19. Jahrhundert; Verbleib unbekannt                                                         | in der Kirche Notre-Dame-du-Soldat (Lage) | PM51002291    | Inscrit      | 1975  |      |
| Grabstein für Anne Elzear Duval, Comte de Dampierre                              | Marmor, bezeichnet 1791                                                                                           | in der Kirche Notre-Dame-du-Soldat (Lage) | PM51000460    | Classé       | 1911  |      |
| Skulptur Heiliger Nikolaus                                                       | Holz, farbig gefasst, 17. Jahrhundert; im Musée des Beaux-Arts et d’Archéologie in Châlons-en-Champagne deponiert | in der Kirche Notre-Dame-du-Soldat (Lage) | PM51002292    | Inscrit      | 1975  |      |
| Skulptur Heiliger Eligius                                                        | Holz, farbig gefasst, 17. Jahrhundert; im Musée des Beaux-Arts et d’Archéologie in Châlons-en-Champagne deponiert | in der Kirche Notre-Dame-du-Soldat (Lage) | PM51002293    | Inscrit      | 1975  |      |
| Kruzifix                                                                         | Holz, farbig gefasst, 16. Jahrhundert; im Musée des Beaux-Arts et d’Archéologie in Châlons-en-Champagne deponiert | in der Kirche Notre-Dame-du-Soldat (Lage) | PM51002295    | Inscrit      | 1975  |      |